# Sidi Yahya El Gharb
Sidi Yahya El Gharb (arabiska: سيدي يحيى الغرب) är en stad i Marocko. Den ligger i provinsen Sidi Slimane och regionen Rabat-Salé-Kénitra, 60 km nordost om huvudstaden Rabat. Antalet invånare var 37 973 vid folkräkningen 2014.